# Multi-functional Satellite Augmentation System
Il Multi-functional Satellite Augmentation System (MSAS) è un sistema giapponese di (Satellite Based Augmentation System), cioè un sistema atto a migliorare le prestazioni della localizzazione satellitare basata su GPS, migliorandone affidabilità e accuratezza.
Dopo che i test sono stati completati con successo, MSAS è stato dichiarato operativo il 27 settembre 2007.
Un servizio simile è fornito in Nord america dal WAAS e in Europa da EGNOS.
Attraverso l'uso di questi sistemi, un ricevitore GPS può applicare delle correzioni al calcolo della posizione, offrendo un'accuratezza migliore. L'accuratezza tipica del segnale GPS viene migliorata da circa 20 a approssimativamente 1.5-2 metri sia in orizzontale che in verticale.
| Nome Satellite & Dettagli | NMEA / PRN          | Posizione |
| ------------------------- | ------------------- | --------- |
| MTSAT-1R                  | NMEA #42 / PRN #129 | 140°E     |
| MTSAT-2                   | NMEA #50 / PRN #137 | 145°E     |